# Camargo Corrêa
Mover Participações est un conglomérat brésilien spécialisé dans le ciment, la construction, l'énergie et les concessions autoroutières. Entreprise à structure familiale, elle possède 44 % du groupe São Paulo Alpargatas.
L'entreprise a été mise en cause pour des faits de corruption. Des pots-de-vin ont été versés à des personnalités politiques afin d'obtenir des contrats au Brésil et peut être également en Colombie.